# Njombé
Njombé est l'un des deux espaces urbains de la commune de Njombé-Penja située dans le département de Moungo et la région du Littoral. La commune recouvre le territoire de l'arrondissement du Njombe-Penja. Cette ville est notamment connue pour ses grandes plantations.

## Géographie
La localité est située sur la route nationale 5 (axe Douala-Bafoussam) à 8 km au sud du chef-lieu communal Penja et à 64 km au sud du chef-lieu départemental Nkongsamba.

## Cultes
La paroisse catholique de Saint Jean de Njombé relève de la zone pastorale de Mbanga du Diocèse de Nkongsamba.

## Économie

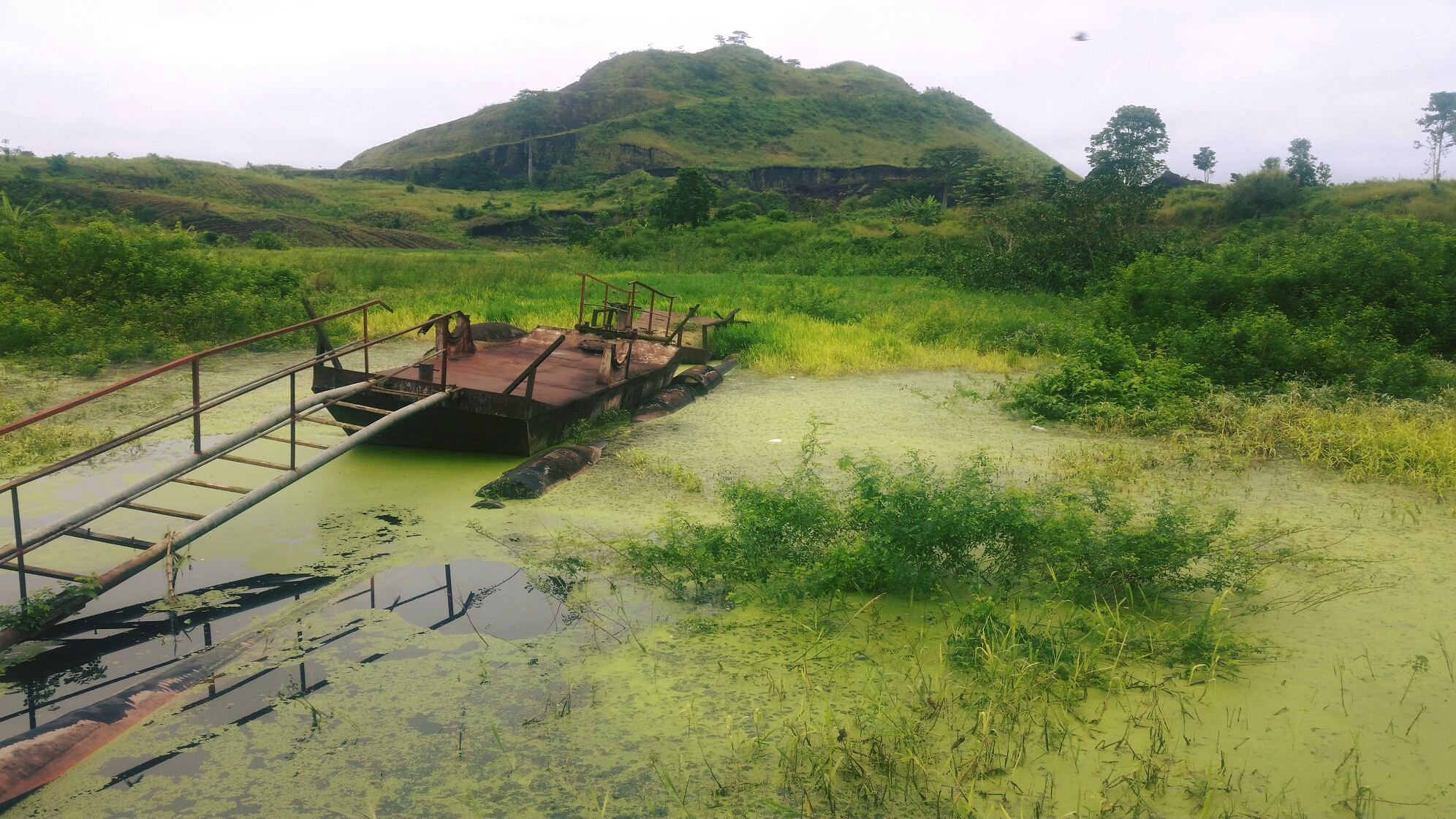
Mont Djoungo de Njombe

La ville est le siège de l'entreprise agro-industrielle des Plantations du Haut-Penja, premier producteur de bananes du pays, elle produit aussi cacao, poivre et fleurs exotiques sur une surface de production totale de 5 000 ha.